# Блашки (гміна)
Гміна Блашкі (пол. Gmina Błaszki) — місько-сільська гміна у центральній Польщі. Належить до Серадзького повіту Лодзинського воєводства.
Станом на 31 грудня 2011 у гміні проживало 15026 осіб.

## Площа
Згідно з даними за 2007 рік площа гміни становила 201.63 км², у тому числі:
- орні землі: 84.00%
- ліси: 9.00%

Таким чином, площа гміни становить 13.52% площі повіту.

## Населення
Станом на 31 грудня 2011:
| Опис     | Загалом | Загалом | Чоловіки | Чоловіки | Жінки | Жінки |
| -------- | ------- | ------- | -------- | -------- | ----- | ----- |
| одиниця  | осіб    | %       | осіб     | %        | осіб  | %     |
| все      | 15026   | 100     | 7484     | 49.81    | 7542  | 50.19 |
| міське   | 2311    | 100     | 1113     | 48.16    | 1198  | 51.84 |
| сільське | 12715   | 100     | 6371     | 50.11    | 6344  | 49.89 |

## Сусідні гміни
Гміна Блашкі межує з такими гмінами: Бжезіни, Броншевіце, Варта, Врублев, Ґощанув, Щитники.